# Santos (futebolista)
Aderbar Melo dos Santos Neto (Campina Grande, PB, 17 de março de 1990) é um futebolista brasileiro que atua como goleiro. Defende o Athletico Paranaense, emprestado pelo Fortaleza.

## Carreira

### Primeiros anos
Nascido em Campina Grande, PB Santos é o caçula de uma família de oito irmãos. Seu pai Seu Severino é agricultor e pescador. Sua mãe Dona Amara, costurava roupas para fora para ajudar sustento da família. Aos 11 anos, Santos foi juntamente com a família morar em Cabaceiras, PB. Morando na zona rural do município, o goleiro já tinha sonho de se tornar um jogador profissional e de se ver na televisão. Começou a jogar futebol por várias escolinhas e colégios da cidade, aumentando sua vontade de se profissionalizar.

O início do sonho de fato se deu na Escola Municipal de Cabaceiras, em uma brincadeira com seus amigos que viram em Santos um atleta corajoso e e arrojado debaixo das traves, mas por ser muito pequeno, tinham medo de que se machucasse e evitavam maiores confrontos físicos. Posteriormente, já mais alto, Santos foi apresentado  a Ismar, seu primeiro técnico, que o levou para Dário (segundo treinador) em Campina Grande, para uma experiência no Treze. Santos ficou apenas dois meses no clube, tendo logo sido indicado para o Porto de Caruaru, em 2006. No clube do interior de Pernambuco, Santos se destacou na Copa São Paulo de Futebol Júnior de 2008, quando surgiu o convite do Athletico-PR. Migrou para o Furacão no mesmo ano, sendo campeão da Copa Tribuna de Futebol Junior em 2008 e 2009, do Torneio de Oberndorf, na Alemanha, do Torneio de Doetinchem, na Holanda e vice-campeão da Copa São Paulo de Futebol Júnior de 2009, na melhor campanha da história do time na competição, tendo perdido a final por 2–1 para o Corinthians, no Pacaembu.

### Athletico Paranaense
Estreou no profissional em 10 de agosto 2011, no jogo entre o Athletico Paranaense e Flamengo, em partida válida pela Copa Sul-Americana. O furacão perdeu por 1x0.

Em 2018, com a transferência de Weverton para o Palmeiras, Santos se tornou o titular da equipe. Foi nesse ano também que comemorou seu centésimo jogo com a camisa do Athletico e também disputou a Copa Sul-Americana. Foi o goleiro com mais jogos invictos (6), mais defesas (43) e mais bolas afastadas (13).

Em 2019 foi eleito para a Seleção do Campeonato Brasileiro. Também foi campeão e eleito para a Seleção da Copa Sul-Americana de 2019.

Em 12 de dezembro de 2020, Santos comemorou sua participação de número 200 pelo Athletico Paranaense, em partida disputada na Arena da Baixada contra o Atlético Mineiro, válida pelo Brasileirão daquele ano. Na ocasião, foi homenageado pela diretoria com uma placa comemorativa e uma camisa personalizada e, apesar da derrota por 1x0, se destacou ao defender um pênalti cobrado por Keno.

Fez seu jogo de número 250 com a camisa do Furacão na derrota de 1x0 para o Santos em 30 de outubro de 2021, em jogo válido pela 29.ª rodada do Campeonato Brasileiro. Ao todo, foram 258 jogos com a camisa rubro-negra, tendo ganho duas Copa Sul-Americanas, uma Copa do Brasil, uma Levain Cup e três Campeonatos Paranaenses.

### Flamengo
No dia 1 de abril de 2022, Santos acertou sua ida ao Flamengo pelo valor de 3 milhões de euros (R$ 15,5 milhões) pela transferência e o jogador assinado contrato de quatro anos. Foi apresentado oficialmente como jogador do clube no dia 8 de abril. Foi relacionado pela primeira vez em 5 de abril, na vitória do Flamengo por 2x0 sobre o Sporting Cristal no primeiro jogo da fase de grupos da Libertadores, mas não chegou a estrear.  Sua estreia foi na semana seguinte, na vitória por 3x1 sobre o Talleres na segunda rodada da Libertadores. Santos encerrou sua primeira temporada no Flamengo como a melhor de sua vida, pelo Mengão entrou em campo em 37 jogos, sofreu 24 gols e não foi vazado em 18 partidas, além de ser campeão da Copa Libertadores da América de 2022 e da Copa do Brasil 2022.

Em 15 de janeiro de 2023, Santos estreou com a camisa 1 da Gávea em jogo válido pelo Campeonato Carioca contra Portuguesa Carioca, vitória do Flamengo por 4x1. Em 11 de fevereiro, Santos entrou em campo contra o Al Ahly, pela disputa do terceiro lugar do Mundial de Clubes, fez ótimas intervenções e defendeu seu primeiro pênalti com a camisa rubro-negra, cobrado por Ali Maâloul. Em 28 de fevereiro de 2023, o Flamengo perdeu o título da Recopa Sul-Americana nas penalidades (5x4), para o Independiente del Valle (após agregado ida-e-volta em 1x1).

Santos começou a temporada como titular, porém perdeu espaço e terminou como terceiro goleiro, ele fez 26 jogos e sofreu 35 gols. Após ter perdido espaço na equipe do Flamengo e não ser mais utilizado, o atleta entrou na mira do Fortaleza para ser negociado. Em 13 de janeiro o Flamengo anunciou sua saída para o clube cearense.

### Fortaleza
Em 9 de janeiro de 2024, assinou contrato de três temporadas com o Fortaleza. Em 13 de janeiro, foi anunciado oficialmente pelo clube. Durante o ano foi aproveitado em apenas 4 partidas e na janela de início da próxima temporada foi negociado por empréstimo para o Athletico Paranaense.

### Athletico Paranaense
No dia 30 de janeiro de 2025, o Athletico anunciou oficialmente a contratação por empréstimo para o retorno do goleiro ao clube. Usando a camisa 23 assinou para duas temporadas junto ao Fortaleza.

## Seleção Brasileira

### Seleção Olímpica
Após acumular três convocações pela Seleção Principal mas não chegar a atuar, Santos foi um dos 18 convocados pelo técnico André Jardine em 16 de junho de 2021 para representar o Brasil nos Jogos Olímpicos de Tóquio, na época era jogador do Athletico. Atuou em todas as partidas do torneio Olímpico na campanha da segunda medalha de ouro da modalidade. Foi importante ao defender um pênalti contra o México na semifinal vencida por 4x1 garantindo vaga para a disputa do ouro contra a Espanha. Ao todo, Santos sofreu quatro gols, sendo três na fase de grupos e um na fase final.

### Seleção Principal
Na convocação do técnico Tite de 20 de setembro de 2019 para os jogos amistosos da Seleção Brasileira de Futebol contra Senegal e Nigéria, Santos apareceu como uma das novidades da lista, exatamente dois dias após a conquista da Copa do Brasil de 2019. Seu nome constou na lista dos 55 jogadores enviados pelo técnico Tite para Fifa como pré-convocados para a Copa do Mundo FIFA de 2022, mas acabou não aparecendo na lista final dos 26 nomes convocados para a Copa.

## Estatísticas
Atualizadas até dia 21 de fevereiro de 2024.
| Clubes               | Temporada         | Campeonato nacional | Campeonato nacional | Campeonato nacional | Copa nacional | Copa nacional | Copa nacional | Competições continentais | Competições continentais | Competições continentais | Outros torneios | Outros torneios | Outros torneios | Total | Total | Total        |
| Clubes               | Temporada         | Jogos               | Gols                | Assistências        | Jogos         | Gols          | Assistências  | Jogos                    | Gols                     | Assistências             | Jogos           | Gols            | Assistências    | Jogos | Gols  | Assistências |
| -------------------- | ----------------- | ------------------- | ------------------- | ------------------- | ------------- | ------------- | ------------- | ------------------------ | ------------------------ | ------------------------ | --------------- | --------------- | --------------- | ----- | ----- | ------------ |
| Athletico Paranaense | 2010              | 0                   | 0                   | 0                   | 0             | 0             | 0             | 0                        | 0                        | 0                        | —               | —               | —               | 0     | 0     | 0            |
| Athletico Paranaense | 2011              | 0                   | 0                   | 0                   | 0             | 0             | 0             | 0                        | 0                        | 0                        | 2               | 0               | 0               | 2     | 0     | 0            |
| Athletico Paranaense | 2012              | 1                   | 0                   | 0                   | —             | —             | —             | —                        | —                        | —                        | —               | —               | —               | 1     | 0     | 0            |
| Athletico Paranaense | 2013              | 1                   | 0                   | 0                   | 0             | 0             | 0             | 0                        | 0                        | 0                        | 23              | 0               | 0               | 24    | 0     | 0            |
| Athletico Paranaense | 2014              | 3                   | 0                   | 0                   | 0             | 0             | 0             | 0                        | 0                        | 0                        | 0               | 0               | 0               | 3     | 0     | 0            |
| Athletico Paranaense | 2015              | 1                   | 0                   | 0                   | 0             | 0             | 0             | 0                        | 0                        | 0                        | 0               | 0               | 0               | 1     | 0     | 0            |
| Athletico Paranaense | 2016              | 8                   | 0                   | 0                   | 0             | 0             | 0             | 0                        | 0                        | 0                        | 2               | 0               | 0               | 10    | 0     | 0            |
| Athletico Paranaense | 2017              | 4                   | 0                   | 0                   | 0             | 0             | 0             | 0                        | 0                        | 0                        | 8               | 0               | 0               | 12    | 0     | 0            |
| Athletico Paranaense | 2018              | 32                  | 0                   | 0                   | 8             | 0             | 0             | 12                       | 0                        | 0                        | 4               | 0               | 0               | 56    | 0     | 0            |
| Athletico Paranaense | 2019              | 28                  | 0                   | 0                   | 8             | 0             | 0             | 8                        | 0                        | 0                        | 3               | 0               | 0               | 47    | 0     | 0            |
| Athletico Paranaense | 2020              | 33                  | 0                   | 0                   | 2             | 0             | 0             | 4                        | 0                        | 0                        | 8               | 0               | 0               | 47    | 0     | 0            |
| Athletico Paranaense | 2021              | 29                  | 0                   | 0                   | 8             | 0             | 0             | 9                        | 0                        | 0                        | 2               | 0               | 0               | 48    | 0     | 0            |
| Athletico Paranaense | 2022              | 0                   | 0                   | 0                   | 0             | 0             | 0             | —                        | —                        | —                        | 8               | 0               | 0               | 8     | 0     | 0            |
| Athletico Paranaense | Total             | 140                 | 0                   | 0                   | 26            | 0             | 0             | 33                       | 0                        | 0                        | 60              | 0               | 0               | 259   | 0     | 0            |
| Flamengo             | 2022              | 19                  | 0                   | 0                   | 8             | 0             | 0             | 10                       | 0                        | 0                        | —               | —               | —               | 45    | 0     | 0            |
| Flamengo             | 2023              | 6                   | 0                   | 0                   | 3             | 0             | 0             | 3                        | 0                        | 0                        | 15              | 0               | 0               | 26    | 0     | 0            |
| Flamengo             | Total             | 25                  | 0                   | 0                   | 11            | 0             | 0             | 13                       | 0                        | 0                        | 15              | 0               | 0               | 66    | 0     | 0            |
| Fortaleza            | 2024              | 0                   | 0                   | 0                   | 0             | 0             | 0             | 0                        | 0                        | 0                        | 2               | 0               | 0               | 2     | 0     | 0            |
| Fortaleza            | Total             | 0                   | 0                   | 0                   | 0             | 0             | 0             | 0                        | 0                        | 0                        | 2               | 0               | 0               | 2     | 0     | 0            |
| Total na carreira    | Total na carreira | 165                 | 0                   | 0                   | 37            | 0             | 0             | 46                       | 0                        | 0                        | 77              | 0               | 0               | 332   | 0     | 0            |

- a. ^ Jogos da Copa do Brasil
- b. ^ Jogos da Copa Sul-Americana e Copa Libertadores da América
- c. ^ Jogos do Supercopa do Brasil, Recopa Sul-Americana, Mundial de Clubes.

### Seleção Brasileira
Abaixo estão listados todos jogos e gols do futebolista pela Seleção Brasileira, desde as categorias de base. Abaixo da tabela, clique em expandir para ver a lista detalhada dos jogos de acordo com a categoria selecionada. 
Sub-23
| Ano   | Jogos | Gols | Assistências | Média |
| ----- | ----- | ---- | ------------ | ----- |
| 2021  | 6     | 0    | 0            | 0     |
| Total | 6     | 0    | 0            | 0     |

|    | Data                | Local                                              | Resultado | Adversário      | Gols | Competição              |
| -- | ------------------- | -------------------------------------------------- | --------- | --------------- | ---- | ----------------------- |
| 1. | 22 de julho de 2021 | Estádio Internacional de Yokohama, Yokohama, Japão | 4–2       | Alemanha        | 0    | Jogos Olímpicos de 2020 |
| 2. | 25 de julho de 2021 | Estádio Internacional de Yokohama, Yokohama, Japão | 0–0       | Costa do Marfim | 0    | Jogos Olímpicos de 2020 |
| 3. | 28 de julho de 2021 | Estádio Saitama 2002, Saitama, Japão               | 3–1       | Arábia Saudita  | 0    | Jogos Olímpicos de 2020 |
| 4. | 31 de julho de 2021 | Estádio Saitama 2002, Saitama, Japão               | 1–0       | Egito           | 0    | Jogos Olímpicos de 2020 |
| 5. | 3 de agosto de 2021 | Estádio Kashima, Kashima, Japão                    | 0–0 (4–1) | México          | 0    | Jogos Olímpicos de 2020 |
| 6. | 7 de agosto de 2021 | Estádio Internacional de Yokohama, Yokohama, Japão | 2—1       | Espanha         | 0    | Jogos Olímpicos de 2020 |

## Títulos
Athletico Paranaense
- Levain Cup/CONMEBOL: 2019
- Copa Sul-Americana: 2018, 2021[39]
- Copa do Brasil: 2019
- Campeonato Paranaense: 2016, 2018, 2019, 2020

Flamengo
- Copa Libertadores da América: 2022
- Copa do Brasil: 2022

Fortaleza
- Copa do Nordeste: 2024

Seleção Brasileira
- Jogos Olímpicos: 2020

### Prêmios individuais
- Melhor Goleiro do Campeonato Paranaense: 2013[40]
- Melhor Goleiro do Campeonato Brasileiro: 2019[11]
- Melhor Goleiro da Copa Sul-Americana: 2021[41]
- Melhor Goleiro da Copa Libertadores da América: 2022[42]